# Marisol Vicens Bello

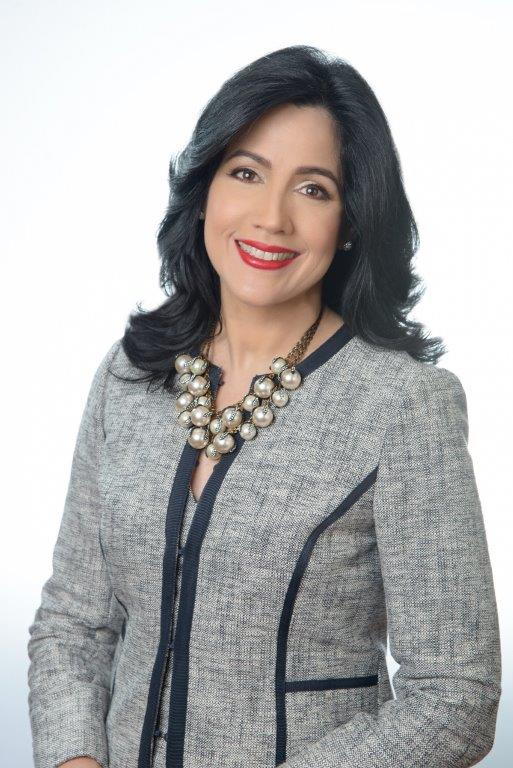
Marisol Vicens Bello, doctora en derecho y empresaria dominicana

Marisol Vicens Bello (Santo Domingo, Distrito Nacional, República Dominicana, el 18 de octubre de 1964) es una doctora en derecho y líder empresarial dominicana, que participa activamente en las reformas de leyes dominicanas como la Constitución Dominicana, del Poder Judicial, Código de Trabajo, Código Tributario y el sector eléctrico, también en modificaciones de leyes, como la ley de Seguridad Social y sus reglamentos, entre otras. Desde el año 2000 es socia de la firma de abogados y consultores Headrick Rizik Álvarez & Fernández y vicesecretaria de la Junta de Directores del Consejo Nacional de la Empresa Privada (CONEP). Por lo cual es reconocida como una de las mujeres más influyentes en la República Dominicana.

## Familia
Es hija de Juan Bautista Vicens Coll (fallecido) y de Altagracia Bello Rocha, quienes procrearon siete hijos, siendo Marisol la sexta. Madre de Adriana Santoni Vicens, nacida el 28 de septiembre de 1998, estudiante de Derecho.  

## Educación
Realiza sus estudios de primaria e intermedia en el Colegio del Apostolado del Sagrado Corazón de Jesús, habiéndose destacado desde sus inicios como una alumna sobresaliente.  Los estudios secundarios los hizo en el Colegio Santo Domingo, habiendo obtenido los mayores honores académicos de su promoción en el año 1982.
Marisol Vicens se graduó de Doctora en Derecho, Summa Cum Laude, en la Universidad Iberoamericana (UNIBE) en 1987, y es galardona por haber obtenido un índice académico de 4.0 durante toda su carrera de Derecho. Realiza estudios de postgrado en París, Francia, una maestría en Derecho Civil, obtenida con mención “très bien” equivalente a summa cum laude y otra en Derecho Privado General con mención “bien”, equivalente a magna cum laude, ambas en la antigua Facultad de Derecho de la Sorbona, L'Université de Droit, d'Economie et Sciences Sociales de Paris (Paris II).

## Trayectoria profesional
Como parte de la sociedad civil se involucra en los procesos de aprobación de las reformas necesarias en la República Dominicana tanto en el plano económico como institucional, y participa en la discusión de muchas de ellas, incluyendo la reforma del poder judicial, la reforma del sector eléctrico, las múltiples reformas tributarias realizadas en la última década, la Estrategia Nacional de Desarrollo, las reformas a la Constitución, la reforma de la Seguridad Social, entre otras. Participa en múltiples procesos de concertación y diálogo en representación del empresariado como la mesa de diálogo para solucionar la crisis en la Junta Central Electoral de la que surgió su división en dos cámaras auspiciada por Monseñor Agripino Núñez Collado, y en la elaboración de la reglamentación del Consejo Económico y Social (CES).
En noviembre de 2014 es electa por consenso como representante del sector privado ante el Comité Técnico de Apoyo creado por el Decreto No.389-14 sobre el Pacto por la Reforma del Sector Eléctrico, el cual tenía las funciones de diseñar la metodología y los lineamientos de conducción del Pacto Nacional para la Reforma del Sector Eléctrico, así como organizar su logística.
En octubre del 2013 es designada por el Presidente Danilo Medina como miembro de la Comisión Especial para la Revisión y Actualización del Código de Trabajo  en representación del sector empresarial, donde junto a los demás 5 miembros de la Comisión redactan una propuesta de modificación del Código de Trabajo que se presenta a las autoridades en marzo del año 2014 y que al 2019, todavía se encuentra en proceso de discusión.
Por su destacada labor como presidente de ANJE, es escogida por el liderazgo político nacional como miembro de la Comisión de Seguimiento a los Trabajos de la Junta Central Electoral que bajo la coordinación de Monseñor Agripino Núñez Collado trabajó para la velar por la transparencia de las elecciones presidencial de mayo del 2004.
Entre el 2003 y el 2007 representa al CONEP ante el Consejo Nacional de Seguridad Social (CNSS), participando activamente en la discusión y aprobación de los acuerdos, resoluciones y reglamentos necesarios para la aplicación de la Ley No.87-01 sobre Seguridad Social, labor por la que ha recibido diversos reconocimientos.
Desde el año 2000, es socia de la firma de abogados y consultores Headrick Rizik Álvarez & Fernández, donde su ejercicio profesional se ha concentrado en la asesoría a empresas nacionales y extranjeras, especialmente en las áreas de derecho corporativo, negocios, zonas francas, inversión extranjera, derecho energético, laboral, fiscal y derecho privado en general.  
Directorios internacionales como Chambers, IFLR, Legal 500, continuamente la incluyen como una de las abogadas líderes en la República Dominicana con menciones especiales en el área de negocios, corporativa, energía, habiendo sido premiada la firma de la cual es socia senior HEADRICK como firma del año de la República Dominicana en el pasado año 2018, así como en los años 2016, 2014 y 2012 por Chambers Latin America, y en los años 2016 y 2015 por IFLR.
Es representante de HEADRICK en la red internacional de abogados TAGLAW. También es árbitro en el Centro de Resolución alternativa de Controversias de la Cámara de Comercio & Producción de Santo Domingo. Es expositora y panelista de múltiples seminarios, foros y congresos nacionales e internacionales.

## Colaboraciones en instituciones con fines sociales
Marisol Vicens es miembro del Patronato del Centro de Diagnóstico, Medicina Avanzada, Conferencias Médicas, Laboratorio y Telemedicina (CEDIMAT), desde el año 2004, siendo actualmente segunda vicepresidenta. 
También es vocal del consejo de la Fundación Sur Futuro, institución que tiene por misión trabajar para reducir los niveles de pobreza y marginación de las comunidades más necesitadas de la República Dominicana.
Es directora de la Fundación Fiesta Clásica, la cual tiene como objetivo ayudar a niños y jóvenes a construir un futuro a través de la música clásica, quienes son formados en distintos instrumentos y en canto siguiendo el sistema desarrollado por el Maestro Abreu de Venezuela.

## Reconocimientos
Ha recibido múltiples reconocimientos por su trayectoria profesional, como el de joven sobresaliente en el año 2003 por Jaycees ’72, Inc.. Reconocida por el Senado de la República en el año 2005 como mujer destacada.  
Escogida personaje sobresaliente de la República Dominicana 2006 por el Ateneo Dominicano. En el 2009,el Consejo Nacional de la Empresa Privada (CONEP), la reconoce por sus contribuciones en el Consejo Nacional de la Seguridad Social (CNSS) y en el 2010 es reconocida por la Revista Mercado.
Ha sido incluida varios años consecutivos, por la revista Forbes Dominicana, en la lista de las 50 mujeres más influyentes del país. La Cámara de Diputados de la República Dominicana, la reconoció como mujer destacada en marzo del 2014.  
Algunas publicaciones locales la han incluido como personalidad destacada, tales como la publicación Grandes Dominicanos, XIV edición, julio de 2010, del periodista Carlos T. Martínez, entre otras.

## Publicaciones
Publica una columna semanal en el diario El Caribe desde el año 2004, reproducida en el diario digital Acento y el portal de noticias de SIN, en la cual trata tópicos de actualidad sobre todo enfocados al área de institucionalidad, democracia y Estado de Derecho.
Ha escrito artículos para distintas revistas y publicaciones nacionales e internacionales.